# Torneio Rio-São Paulo 2000
Das Torneio Rio-São Paulo 2000 war die 23. Austragung des Torneio Rio-São Paulo, eines Fußballpokalwettbewerbs in Brasilien. Er wurde vom 22. Januar bis 1. März 2000 ausgetragen. Der Turniersieg war mit der Qualifizierung zum Copa dos Campeões 2000 verbunden. Einem Wettbewerb, in welchem landesweit ein Teilnehmer an der Copa Libertadores 2001, dem wichtigsten südamerikanischen Klubwettbewerb, ermittelt wurde.

## Modus
Zunächst wurden zwei Gruppen zu je vier Klubs gebildet, jeweils zwei aus Rio de Janeiro und São Paulo. Die Klubs traten in Hin- und Rückspielen alle gegeneinander an. Die beiden Gruppenbesten zogen ins Halbfinale ein. Hier trafen die Gruppenersten auf die Gruppenzweiten der anderen Gruppe. Die Sieger ermittelten den Turniergewinner in zwei Finalspielen.

## Teilnehmer
| Teilnehmer Rio de Janeiro | Teilnehmer São Paulo |
| ------------------------- | -------------------- |
| Botafogo FR               | SC Corinthians       |
| CR Flamengo               | SE Palmeiras         |
| Fluminense FC             | FC Santos            |
| CR Vasco da Gama          | FC São Paulo         |

## Gruppenphase

### Tabelle Gruppe A
| Pl. | Verein    | Sp. | S | U | N | Tore    | Diff. | Punkte |
| --- | --------- | --- | - | - | - | ------- | ----- | ------ |
| 1.  | São Paulo | 6   | 4 | 0 | 2 | 013:120 | +1    | 12     |
| 2.  | Botafogo  | 6   | 3 | 1 | 2 | 011:800 | +3    | 10     |
| 3.  | Flamengo  | 6   | 2 | 2 | 2 | 014:100 | +4    | 08     |
| 4.  | Santos    | 6   | 1 | 1 | 4 | 006:140 | −8    | 04     |

| 1. Spieltag (22. Januar)  |     |           |              |
| Santos                    | 0:3 | Botafogo  | Vila Belmiro |
| 1. Spieltag (23. Januar)  |     |           |              |
| Flamengo                  | 1:2 | São Paulo | Maracanã     |
| 2. Spieltag (26. Januar)  |     |           |              |
| Flamengo                  | 1:2 | Botafogo  | Maracanã     |
| 2. Spieltag (26. Januar)  |     |           |              |
| São Paulo                 | 5:2 | Santos    | Morumbi      |
| 3. Spieltag (29. Januar)  |     |           |              |
| Santos                    | 1:1 | Flamengo  | Vila Belmiro |
| 3. Spieltag (29. Januar)  |     |           |              |
| Botafogo                  | 2:3 | São Paulo | Maracanã     |
| 4. Spieltag (2. Februar)  |     |           |              |
| Botafogo                  | 2:2 | Flamengo  | Maracanã     |
| 4. Spieltag (2. Februar)  |     |           |              |
| Santos                    | 0:1 | São Paulo | Vila Belmiro |
| 5. Spieltag (6. Februar)  |     |           |              |
| São Paulo                 | 2:5 | Flamengo  | Morumbi      |
| 5. Spieltag (6. Februar)  |     |           |              |
| Botafogo                  | 0:2 | Santos    | Maracanã     |
| 6. Spieltag (12. Februar) |     |           |              |
| São Paulo                 | 0:2 | Botafogo  | Morumbi      |
| 6. Spieltag (12. Februar) |     |           |              |
| Flamengo                  | 4:1 | Santos    | Maracanã     |

### Tabelle Gruppe B
| Pl. | Verein      | Sp. | S | U | N | Tore    | Diff. | Punkte |
| --- | ----------- | --- | - | - | - | ------- | ----- | ------ |
| 1.  | Palmeiras   | 6   | 4 | 1 | 1 | 017:900 | +8    | 13     |
| 2.  | Vasco       | 6   | 3 | 2 | 1 | 009:700 | +2    | 11     |
| 3.  | Corinthians | 6   | 2 | 1 | 3 | 005:700 | −2    | 07     |
| 4.  | Fluminense  | 6   | 1 | 0 | 5 | 004:120 | −8    | 03     |

| 1. Spieltag (23. Januar)  |     |             |                   |
| Corinthians               | 0:1 | Fluminense  | Pacaembu          |
| 1. Spieltag (23. Januar)  |     |             |                   |
| Vasco                     | 3:3 | Palmeiras   | São Januário      |
| 2. Spieltag (27. Januar)  |     |             |                   |
| Corinthians               | 2:1 | Palmeiras   | Pacaembu          |
| 2. Spieltag (27. Januar)  |     |             |                   |
| Fluminense                | 1:2 | Vasco       | Maracanã          |
| 3. Spieltag (30. Januar)  |     |             |                   |
| Vasco                     | 1:0 | Corinthians | São Januário      |
| 3. Spieltag (30. Januar)  |     |             |                   |
| Palmeiras                 | 6:2 | Fluminense  | Parque Antarctica |
| 4. Spieltag (5. Februar)  |     |             |                   |
| Fluminense                | 0:1 | Corinthians | Maracanã          |
| 4. Spieltag (5. Februar)  |     |             |                   |
| Palmeiras                 | 2:1 | Vasco       | Parque Antarctica |
| 5. Spieltag (9. Februar)  |     |             |                   |
| Palmeiras                 | 3:1 | Corinthians | Parque Antarctica |
| 5. Spieltag (9. Februar)  |     |             |                   |
| Vasco                     | 1:0 | Fluminense  | São Januário      |
| 6. Spieltag (13. Februar) |     |             |                   |
| Corinthians               | 1:1 | Vasco       | Pacaembu          |
| 6. Spieltag (13. Februar) |     |             |                   |
| Fluminense                | 0:2 | Palmeiras   | Maracanã          |

## Finalrunde

### Turnierplan ab Halbfinale
|  | Halbfinale                   | Halbfinale | Halbfinale | Halbfinale | Halbfinale |  |  | Finale                       | Finale    | Finale | Finale | Finale |
|  |                              |            |            |            |            |  |  |                              |           |        |        |        |
|  |                              |            |            |            |            |  |  |                              |           |        |        |        |
|  | São Paulo (Bundesstaat)      | São Paulo  | 0          | 1          | 1          |  |  |                              |           |        |        |        |
|  | Rio de Janeiro (Bundesstaat) | Vasco      | 3          | 2          | 5          |  |  |                              |           |        |        |        |
|  |                              |            |            |            |            |  |  | Rio de Janeiro (Bundesstaat) | Vasco     | 1      | 0      | 1      |
|  |                              |            |            |            |            |  |  | São Paulo (Bundesstaat)      | Palmeiras | 2      | 4      | 6      |
|  | Rio de Janeiro (Bundesstaat) | Botafogo   | 0          | 1          | 1          |  |  |                              |           |        |        |        |
|  | São Paulo (Bundesstaat)      | Palmeiras  | 0          | 3          | 3          |  |  |                              |           |        |        |        |
|  |                              |            |            |            |            |  |  |                              |           |        |        |        |

### Halbfinale
| Datum       |           | Ergebnis |           | Ort          |
| ----------- | --------- | -------- | --------- | ------------ |
| 19. Februar | São Paulo | 0:3      | Vasco     | Morumbi      |
| 23. Februar | Vasco     | 2:1      | São Paulo | São Januário |
| Gesamt:     | São Paulo | 1:5      | Vasco     |              |

| Datum       |           | Ergebnis |           | Ort               |
| ----------- | --------- | -------- | --------- | ----------------- |
| 19. Februar | Botafogo  | 0:0      | Palmeiras | Maracanã          |
| 23. Februar | Palmeiras | 3:1      | Botafogo  | Parque Antarctica |
| Gesamt:     | Botafogo  | 1:3      | Palmeiras |                   |

## Finale

### Hinspiel
| CR Vasco da Gama                              | CR Vasco da Gama | SE Palmeiras | SE Palmeiras |
| --------------------------------------------- | --- | --- | ------------ |
| CR Vasco da Gama                              | \| 26. Februar 2000 in Rio de Janeiro (Maracanã) \| \| Ergebnis: 1:2 (0:1) \| \| Zuschauer: 23.484 \| \| Schiedsrichter: Sálvio Fagundes ( São Paulo) \|                                             | \| 26. Februar 2000 in Rio de Janeiro (Maracanã) \| \| Ergebnis: 1:2 (0:1) \| \| Zuschauer: 23.484 \| \| Schiedsrichter: Sálvio Fagundes ( São Paulo) \|                   | SE Palmeiras |
| CR Vasco da Gama                              | Helton – Jorginho , Odvan, Mauro Galvão, Gilberto – Válber , Amaral, Alex Oliveira , Paulo Miranda – Viola, Romário Reserve Juninho , Dedé Anderson , Pedrinho Cheftrainer: Antônio Lopes dos Santos | Marcos – Rogério, Argel Fuchs, Roque Júnior, Júnior – César Sampaio, Galeano, Alex , Pena – Euller, Basílio Reserve Tiago Silva , Juliano Cheftrainer: Luiz Felipe Scolari | SE Palmeiras |
| CR Vasco da Gama                              | 1:2 Romário (77.) | 0:1 César Sampaio (15.) 0:2 Pena (68.) | SE Palmeiras |
| CR Vasco da Gama                              | Juninho | Sampaio, Galeano, Alex | SE Palmeiras |
| 26. Februar 2000 in Rio de Janeiro (Maracanã) | | |              |
| Ergebnis: 1:2 (0:1)                           | | |              |
| Zuschauer: 23.484                             | | |              |
| Schiedsrichter: Sálvio Fagundes ( São Paulo)  | | |              |

### Rückspiel
| SE Palmeiras                                      | SE Palmeiras | CR Vasco da Gama | CR Vasco da Gama |
| ------------------------------------------------- | --- | --- | ---------------- |
| SE Palmeiras                                      | \| 1. März 2000 in São Paulo (Morumbi) \| \| Ergebnis: 4:0 (3:0) \| \| Schiedsrichter: Jorge Travassos ( Rio de Janeiro) \|                                                                           | \| 1. März 2000 in São Paulo (Morumbi) \| \| Ergebnis: 4:0 (3:0) \| \| Schiedsrichter: Jorge Travassos ( Rio de Janeiro) \|                                                                 | CR Vasco da Gama |
| SE Palmeiras                                      | Marcos – Francisco Arce, Argel Fuchs, Roque Júnior, Júnior – Rogério, Galeano, César Sampaio, Alex – Euller , Pena Reserve Tiago Silva , Jackson , Faustino Asprilla Cheftrainer: Luiz Felipe Scolari | Helton – Paulo Miranda , Odvan, Mauro Galvão, Gilberto – Válber, Amaral, Alex Oliveira , Juninho – Edmundo, Romário Reserve Maricá , Viola , Pedrinho Cheftrainer: Antônio Lopes dos Santos | CR Vasco da Gama |
| SE Palmeiras                                      | 1:0 Pena (28.) 2:0 Argel (32.) 3:0 Euller (34.) 4:0 Arce (68.) | | CR Vasco da Gama |
| 1. März 2000 in São Paulo (Morumbi)               | | |                  |
| Ergebnis: 4:0 (3:0)                               | | |                  |
| Schiedsrichter: Jorge Travassos ( Rio de Janeiro) | | |                  |

## Die Meistermannschaft
Genannt wurden alle Spieler, die mindestens einmal im Kader standen. Die Zahlen in Klammern weisen die Anzahl der Einsätze und Tore aus.
| 5. Titel | SE Palmeiras |
|          | - Tor: Marcos (8/0), Sérgio (2/0) - Abwehr: Agnaldo Liz (6/0), Francisco Arce (4/2), Argel Fuchs (5/1), Júnior (9/0), Neném (4/0), Roque Júnior (5/0), Thiago Matias (1/0), Índio (2/0) - Mittelfeld: Alex (5/4), César Sampaio (9/2), Emerson (1/0), Ferrugem (2/0), Galeano (9/0), Jackson (6/0), Paulo Assunção (1/0), Rodrigo Taddei (5/0), Rogério (9/0), Tiago Silva (10/0) - Angriff: Faustino Asprilla (5/2), Basílio (8/2), Euller (8/7), Juliano (5/1), Pena (9/4) - Trainer: Luiz Felipe Scolari |

## Torschützenliste
| Pl. | Nat.        | Spieler       | Klub             | Tore |
| --- | ----------- | ------------- | ---------------- | ---- |
| 1   | Brasilianer | Romário       | CR Vasco da Gama | 12   |
| 2   | Brasilianer | Euller        | SE Palmeiras     | 7    |
| 3   | Brasilianer | França        | FC São Paulo     | 5    |
| 4   | Brasilianer | Alex          | SE Palmeiras     | 4    |
|     | Brasilianer | Zé Carlos     | Botafogo FR      | 4    |
|     | Brasilianer | Leandro Ávila | CR Flamengo      | 4    |
|     | Brasilianer | Pena          | SE Palmeiras     | 4    |